# Kamijevo
Kamijevo (en serbe cyrillique : Камијево) est un village de Serbie situé dans la municipalité de Veliko Gradište, district de Braničevo. Au recensement de 2011, il comptait 305 habitants.

## Démographie

### Évolution historique de la population
| 1948 | 1953 | 1961 | 1971 | 1981 | 1991 | 2002 | 2011 |
| ---- | ---- | ---- | ---- | ---- | ---- | ---- | ---- |
| 574  | 552  | 543  | 547  | 508  | 457  | 347  | 305  |

|  |